# Список призёров Олимпийских игр по лыжным гонкам
Лыжные гонки были включены в программу зимних Олимпийских игр с самых первых Игр 1924 года в Шамони.

## Мужчины

### 18 и 15 км
В 1992—1998 годах вместо дистанции 15 км в программу Олимпиад была включена более короткая 10-километровая гонка, по результатам которой проводилось преследование.
| Игры                        | Золото                                       | Серебро                                      | Бронза                                       |
| --------------------------- | -------------------------------------------- | -------------------------------------------- | -------------------------------------------- |
| 18 км                       |                                              |                                              |                                              |
| 1924 Шамони                 | Торлейф Хёуг (Норвегия)                      | Йохан Грёттумсбротен (Норвегия)              | Тапани Нику (Финляндия)                      |
| 1928 Санкт-Мориц            | Йохан Грёттумсбротен (Норвегия)              | Оле Хегге (Норвегия)                         | Рейдар Эдегор (Норвегия)                     |
| 1932 Лейк-Плэсид            | Свен Уттерстрём (Швеция)                     | Аксель Викстрём (Швеция)                     | Вели Сааринен (Финляндия)                    |
| 1936 Гармиш-Партенкирхен    | Эрик Аугуст Ларссон (Швеция)                 | Оддбьёрн Хаген (Норвегия)                    | Пекка Ниеми (Финляндия)                      |
| 1948 Санкт-Мориц            | Мартин Лундстрём (Швеция)                    | Нильс Эстенссон (Швеция)                     | Гуннар Эрикссон (Швеция)                     |
| 1952 Осло                   | Хальгейр Бренден (Норвегия)                  | Тапио Мякеля (Финляндия)                     | Пааво Лонкила (Финляндия)                    |
| 15 км                       |                                              |                                              |                                              |
| 1956 Кортина-д’Ампеццо      | Хальгейр Бренден (Норвегия)                  | Сикстен Ернберг (Швеция)                     | Павел Колчин (СССР)                          |
| 1960 Скво-Вэлли             | Хокон Брусвеэн (Норвегия)                    | Сикстен Ернберг (Швеция)                     | Вейкко Хакулинен (Финляндия)                 |
| 1964 Инсбрук                | Ээро Мянтюранта (Финляндия)                  | Харальд Грённинген (Норвегия)                | Сикстен Ернберг (Швеция)                     |
| 1968 Гренобль               | Харальд Грённинген (Норвегия)                | Ээро Мянтюранта (Финляндия)                  | Гуннар Ларссон (Швеция)                      |
| 1972 Саппоро                | Свен-Оке Лундбек (Швеция)                    | Фёдор Симашев (СССР)                         | Ивар Формо (Норвегия)                        |
| 1976 Инсбрук                | Николай Бажуков (СССР)                       | Евгений Беляев (СССР)                        | Арто Койвисто (Финляндия)                    |
| 1980 Лейк-Плэсид            | Томас Вассберг (Швеция)                      | Юха Мието (Финляндия)                        | Уве Эунли (Норвегия)                         |
| 1984 Сараево                | Гунде Сван (Швеция)                          | Аки Карвонен (Финляндия)                     | Харри Кирвесниеми (Финляндия)                |
| 1988 Калгари                | Михаил Девятьяров (URS)                      | Пол Гуннар Миккельспласс (NOR)               | Владимир Смирнов (URS)                       |
| 1992—1998                   | Гонка не включалась в программу соревнований | Гонка не включалась в программу соревнований | Гонка не включалась в программу соревнований |
| 2002 Солт-Лейк-Сити         | Андрус Веэрпалу (EST)                        | Фруде Эстиль (NOR)                           | Яак Маэ (EST)                                |
| 2006 Турин                  | Андрус Веэрпалу (EST)                        | Лукаш Бауэр (CZE)                            | Тобиас Ангерер (GER)                         |
| 2010 Ванкувер см. подробнее | Дарио Колонья (SUI)                          | Пьетро Пиллер Коттрер (ITA)                  | Лукаш Бауэр (CZE)                            |
| 2014 Сочи см. подробнее     | Дарио Колонья (SUI)                          | Юхан Ульссон (SWE)                           | Даниель Риккардссон (SWE)                    |
| 2018 Пхёнчхан см. подробнее | Дарио Колонья (SUI)                          | Симен Хегстад Крюгер (NOR)                   | Денис Спицов (OAR)                           |
| 2022 Пекин см. подробнее    | Йиво Нисканен (FIN)                          | Александр Большунов (ROC)                    | Йоханнес Клебо (NOR)                         |

### 50 км
С 2006 года гонка проходит в формате масс-старт с чередованием на каждой Олимпиаде классического и свободного стиля.
| Игры                        | Золото                        | Серебро                      | Бронза                          |
| --------------------------- | ----------------------------- | ---------------------------- | ------------------------------- |
| 1924 Шамони                 | Торлейф Хёуг (Норвегия)       | Торальф Стрёмстад (Норвегия) | Йохан Грёттумсбротен (Норвегия) |
| 1928 Санкт-Мориц            | Пер-Эрик Хедлунд (Швеция)     | Густав Юнссон) (Швеция)      | Вольгер Андерссон (Швеция)      |
| 1932 Лейк-Плэсид            | Вели Сааринен (Финляндия)     | Вяйнё Лиикканен (Финляндия)  | Арне Рустадстуэн (Норвегия)     |
| 1936 Гармиш-Партенкирхен    | Элис Виклунд (Швеция)         | Аксель Викстрём (Швеция)     | Нильс-Юэль Энглунд (Швеция)     |
| 1948 Санкт-Мориц            | Нильс Карлссон (Швеция)       | Харальд Эрикссон (Швеция)    | Беньямин Ваннинен (Финляндия)   |
| 1952 Осло                   | Вейкко Хакулинен (Финляндия)  | Ээро Колехмайнен (Финляндия) | Магнар Эстенстад (Норвегия)     |
| 1956 Кортина-д’Ампеццо      | Сикстен Ернберг (Швеция)      | Вейкко Хакулинен (Финляндия) | Фёдор Терентьев (СССР)          |
| 1960 Скво-Вэлли             | Калеви Хямяляйнен (Финляндия) | Вейкко Хакулинен (Финляндия) | Рольф Ремгорд (Швеция)          |
| 1964 Инсбрук                | Сикстен Ернберг (Швеция)      | Ассар Рённлунд (Швеция)      | Арто Тиайнен (Финляндия)        |
| 1968 Гренобль               | Уле Эллефсетер (Норвегия)     | Вячеслав Веденин (СССР)      | Йозеф Хаас (Швейцария)          |
| 1972 Саппоро                | Пол Тюлдум (Норвегия)         | Магне Мюрмо (Норвегия)       | Вячеслав Веденин (СССР)         |
| 1976 Инсбрук                | Ивар Формо (Норвегия)         | Герт-Дитмар Клаузе (ГДР)     | Бенни Сёдергрен (Швеция)        |
| 1980 Лейк-Плэсид            | Николай Зимятов (СССР)        | Юха Мието (Финляндия)        | Александр Завьялов (СССР)       |
| 1984 Сараево                | Томас Вассберг (Швеция)       | Гунде Сван (Швеция)          | Аки Карвонен (Финляндия)        |
| 1988 Калгари                | Гунде Сван (Швеция)           | Маурилио Де Зольт (Италия)   | Анди Грюненфельдер (Швейцария)  |
| 1992 Альбервиль             | Бьёрн Дели (Норвегия)         | Маурилио Де Зольт (Италия)   | Джорджо Ванцетта (Италия)       |
| 1994 Лиллехаммер            | Владимир Смирнов (Казахстан)  | Мика Мюллюля (Финляндия)     | Стуре Сивертсен (Норвегия)      |
| 1998 Нагано                 | Бьёрн Дели (Норвегия)         | Никлас Йонссон (Швеция)      | Кристиан Хоффман (Австрия)      |
| 2002 Солт-Лейк-Сити         | Михаил Иванов (Россия)        | Андрус Веэрпалу (Эстония)    | Одд-Бьёрн Йельмесет (Норвегия)  |
| 2006 Турин                  | Джорджо Ди Чента (Италия)     | Евгений Дементьев (Россия)   | Михаил Ботвинов (Австрия)       |
| 2010 Ванкувер см. подробнее | Петтер Нортуг (Норвегия)      | Аксель Тайхман (Германия)    | Юхан Ульссон (Швеция)           |
| 2014 Сочи см. подробнее     | Александр Легков (RUS)        | Максим Вылегжанин (RUS)      | Илья Черноусов (RUS)            |
| 2018 Пхёнчхан см. подробнее | Ийво Нисканен (FIN)           | Александр Большунов (OAR)    | Андрей Ларьков (OAR)            |
| 2022 Пекин см. подробнее    | Александр Большунов (ROC)     | Иван Якимушкин (ROC)         | Симен Хегстад Крюгер (NOR)      |

### Эстафета 4×10 км
| Игры                              | Золото                                                                                           | Серебро                                                                                | Бронза                                                                             |
| --------------------------------- | ------------------------------------------------------------------------------------------------ | -------------------------------------------------------------------------------------- | ---------------------------------------------------------------------------------- |
| 1936 Гармиш-Партенкирхен          | Финляндия · Суло Нурмела · Клаэс Карппинен · Матти Ляхде · Калле Ялканен                         | Норвегия · Оддбьёрн Хаген · Олаф Хоффсбаккен · Сверре Бродаль · Бьярне Иверсен         | Швеция · Юн Бергер · Эрик Аугуст Ларссон · Артур Хеггблад · Мартин Матсбу          |
| 1948 Санкт-Мориц                  | Швеция · Нильс Эстенссон · Нильс Тепп · Гуннар Эрикссон · Мартин Лундстрём                       | Финляндия · Лаури Сильвеннойнен · Теуво Лаукканен · Саули Рюткю · Аугуст Киуру         | Норвегия · Эрлинг Эвенсен · Олав Экерн · Рейдар Нюборг · Олав Хаген                |
| 1952 Осло                         | Финляндия · Хейкки Хасу · Пааво Лонкила · Урпо Корхонен · Тапио Мякеля                           | Норвегия · Магнар Эстенстад · Микал Киркхольт · Мартин Стоккен · Хальгейр Бренден      | Швеция · Нильс Тепп · Сигурд Андерссон · Энар Йосефссон · Мартин Лундстрём         |
| 1956 Кортина-д’Ампеццо            | СССР · Фёдор Терентьев · Павел Колчин · Николай Аникин · Владимир Кузин                          | Финляндия · Аугуст Киуру · Йорма Кортелайнен · Арво Вийтанен · Вейкко Хакулинен        | Швеция · Леннарт Ларссон · Гуннар Самуэльссон · Пер-Эрик Ларссон · Сикстен Ернберг |
| 1960 Скво-Вэлли                   | Финляндия · Тойми Алатало · Ээро Мянтюранта · Вяйнё Хухтала · Вейкко Хакулинен                   | Норвегия · Харальд Грённинген · Хальгейр Бренден · Эйнар Эстбю · Хокон Брусвеэн        | СССР · Анатолий Шелюхин · Геннадий Ваганов · Алексей Кузнецов · Николай Аникин     |
| 1964 Инсбрук                      | Швеция · Карл-Оке Асп · Сикстен Ернберг · Янне Стефанссон · Ассар Рённлунд                       | Финляндия · Вяйнё Хухтала · Арто Тиайнен · Калеви Лаурила · Ээро Мянтюранта            | СССР · Иван Утробин · Геннадий Ваганов · Игорь Ворончихин · Павел Колчин           |
| 1968 Гренобль                     | Норвегия · Одд Мартинсен · Пол Тюлдум · Харальд Грённинген · Уле Эллефсетер                      | Швеция · Ян Хальварссон · Бьярне Андерссон · Гуннар Ларссон · Ассар Рённлунд           | Финляндия · Калеви Ойкарайнен · Ханну Тайпале · Калеви Лаурила · Ээро Мянтюранта   |
| 1972 Саппоро                      | СССР · Владимир Воронков · Юрий Скобов · Фёдор Симашев · Вячеслав Веденин                        | Норвегия · Оддвар Бро · Пол Тюлдум · Ивар Формо · Йохс Харвикен                        | Швейцария · Альфред Келин · Альберт Гигер · Алоис Келин · Эдуард Хаузер            |
| 1976 Инсбрук                      | Финляндия · Матти Питкянен · Юха Мието · Пертти Теураярви · Арто Койвисто                        | Норвегия · Пол Тюлдум · Эйнар Сагстуен · Ивар Формо · Одд Мартинсен                    | СССР · Евгений Беляев · Николай Бажуков · Сергей Савельев · Иван Гаранин           |
| 1980 Лейк-Плэсид                  | СССР · Василий Рочев · Николай Бажуков · Евгений Беляев · Николай Зимятов                        | Норвегия · Ларс Эрик Эриксен · Пер Кнут Оланн · Уве Эунли · Оддвар Бро                 | Финляндия · Харри Кирвесниеми · Пертти Теураярви · Матти Питкянен · Юха Мието      |
| 1984 Сараево                      | Швеция · Томас Вассберг · Бенни Кольберг · Ян Оттоссон · Гунде Сван                              | СССР · Александр Батюк · Александр Завьялов · Владимир Никитин · Николай Зимятов       | Финляндия · Кари Ристанен · Юха Мието · Харри Кирвесниеми · Аки Карвонен           |
| 1988 Калгари                      | Швеция · Ян Оттоссон · Томас Вассберг · Гунде Сван · Торгни Могрен                               | СССР · Владимир Смирнов · Владимир Сахнов · Михаил Девятьяров · Алексей Прокуроров     | Чехословакия · Радим Ныч · Вацлав Корунка · Павел Бенц · Ладислав Шванда           |
| 1992 Альбервиль                   | Норвегия · Терье Лангли · Вегард Ульванг · Кристен Шельдаль · Бьёрн Дели                         | Италия · Джузеппе Пулие · Марко Альбарелло · Джорджо Ванцетта · Сильвио Фаунер         | Финляндия · Мика Куусисто · Харри Кирвесниеми · Яри Рясянен · Яри Исомется         |
| 1994 Лиллехаммер                  | Италия · Маурилио Де Зольт · Марко Альбарелло · Джорджо Ванцетта · Сильвио Фаунер                | Норвегия · Стуре Сивертсен · Вегард Ульванг · Томас Альсгорд · Бьёрн Дели              | Финляндия · Мика Мюллюля · Харри Кирвесниеми · Яри Рясянен · Яри Исомется          |
| 1998 Нагано см. подробнее         | Норвегия · Стуре Сивертсен · Эрлинг Евне · Бьёрн Дели · Томас Альсгорд                           | Италия · Марко Альбарелло · Фульвио Вальбуза · Фабио Май · Сильвио Фаунер              | Финляндия · Харри Кирвесниеми · Мика Мюллюля · Сами Репо · Яри Исомется            |
| 2002 Солт-Лейк-Сити см. подробнее | Норвегия · Андерс Эукланн · Фруде Эстиль · Кристен Шельдаль · Томас Альсгорд                     | Италия · Фабио Май · Джорджо Ди Чента · Пьетро Пиллер Коттрер · Кристиан Дзордзи       | Германия · Йенс Фильбрих · Андреас Шлюттер · Тобиас Ангерер · Рене Зоммерфельдт    |
| 2006 Турин см. подробнее          | Италия · Фульвио Вальбуза · Джорджо Ди Чента · Пьетро Пиллер Коттрер · Кристиан Дзордзи          | Германия · Андреас Шлюттер · Йенс Фильбрих · Рене Зоммерфельдт · Тобиас Ангерер        | Швеция · Матс Ларссон · Юхан Ульссон · Андерс Сёдергрен · Матиас Фредрикссон       |
| 2010 Ванкувер см. подробнее       | Швеция · Даниель Риккардссон · Юхан Ульссон · Андерс Сёдергрен · Маркус Хельнер                  | Норвегия · Мартин Йонсруд Сундбю · Одд-Бьёрн Йельмесет · Ларс Бергер · Петтер Нортуг   | Чехия · Мартин Якш · Лукаш Бауэр · Иржи Магал · Мартин Коукал                      |
| 2014 Сочи см. подробнее           | Швеция · Ларс Нельсон · Даниель Риккардссон · Юхан Ульссон · Маркус Хельнер                      | Россия · Дмитрий Япаров · Александр Бессмертных · Александр Легков · Максим Вылегжанин | Франция · Жан-Марк Гайяр · Робен Дювилляр · Морис Манифика · Иван Перрийя Буатё    |
| 2018 Пхёнчхан см. подробнее       | Норвегия · Дидрик Тёнсет · Мартин Йонсруд Сундбю · Симен Хегстад Крюгер · Йоханнес Хёсфлот Клебо | ОСР · Андрей Ларьков · Александр Большунов · Алексей Червоткин · Денис Спицов          | Франция · Жан-Марк Гайяр · Морис Манифика · Клеман Парисс · Адриен Бакшайдер       |
| 2022 Пекин см. подробнее          | ОКР · Алексей Червоткин · Александр Большунов · Денис Спицов · Сергей Устюгов                    | Норвегия · Эмиль Иверсен · Пол Голберг · Ханс Кристер Холунн · Йоханнес Клебо          | Франция · Ришар Жув · Юго Лапалю · Клеман Парисс · Морис Манифика                  |

### 30 км
Классическая 30-километровая гонка с интервальным стартом проводилась с 1956 по 2002 год, после чего была заменена на 30-километровый скиатлон (15 км классическим стилем и 15 км — свободным).
| Игры                   | Золото                       | Серебро                       | Бронза                      |
| ---------------------- | ---------------------------- | ----------------------------- | --------------------------- |
| 1956 Кортина-д’Ампеццо | Вейкко Хакулинен (Финляндия) | Сикстен Ернберг (Швеция)      | Павел Колчин (СССР)         |
| 1960 Скво-Вэлли        | Сикстен Ернберг (Швеция)     | Рольф Ремгорд (Швеция)        | Николай Аникин (СССР)       |
| 1964 Инсбрук           | Ээро Мянтюранта (Финляндия)  | Харальд Грённинген (Норвегия) | Игорь Ворончихин (СССР)     |
| 1968 Гренобль          | Франко Нонес (Италия)        | Одд Мартинсен (Норвегия)      | Ээро Мянтюранта (Финляндия) |
| 1972 Саппоро           | Вячеслав Веденин (СССР)      | Пол Тюлдум (Норвегия)         | Йохс Харвикен (Норвегия)    |
| 1976 Инсбрук           | Сергей Савельев (СССР)       | Билл Кох (США)                | Иван Гаранин (СССР)         |
| 1980 Лейк-Плэсид       | Николай Зимятов (СССР)       | Василий Рочев (СССР)          | Иван Лебанов (Болгария)     |
| 1984 Сараево           | Николай Зимятов (СССР)       | Александр Завьялов (СССР)     | Гунде Сван (Швеция)         |
| 1988 Калгари           | Алексей Прокуроров (СССР)    | Владимир Смирнов (СССР)       | Вегард Ульванг (Норвегия)   |
| 1992 Альбервиль        | Вегард Ульванг (Норвегия)    | Бьёрн Дели (Норвегия)         | Терье Лангли (Норвегия)     |
| 1994 Лиллехаммер       | Томас Альсгорд (Норвегия)    | Бьёрн Дели (Норвегия)         | Мика Мюллюля (Финляндия)    |
| 1998 Нагано            | Мика Мюллюля (Финляндия)     | Эрлинг Евне (Норвегия)        | Сильвио Фаунер (Италия)     |
| 2002 Солт-Лейк-Сити    | Кристиан Хоффман (Австрия)   | Михаил Ботвинов (Австрия)     | Кристен Шельдаль (Норвегия) |

## Скиатлон
| Игры                                                                 | Золото                          | Серебро                          | Бронза                           |
| -------------------------------------------------------------------- | ------------------------------- | -------------------------------- | -------------------------------- |
| 15 км классическим стилем (масс-старт), затем 15 км свободным стилем |                                 |                                  |                                  |
| 2006 Турин см. подробнее                                             | Евгений Дементьев (Россия)      | Фруде Эстиль (Норвегия)          | Пьетро Пиллер Коттрер (Италия)   |
| 2010 Ванкувер см. подробнее                                          | Маркус Хельнер (Швеция)         | Тобиас Ангерер (Германия)        | Юхан Ульссон (Швеция)            |
| 2014 Сочи см. подробнее                                              | Дарио Колонья (Швейцария)       | Маркус Хельнер (Швеция)          | Мартин Йонсруд Сундбю (Норвегия) |
| 2018 Пхёнчхан см. подробнее                                          | Симен Хегстад Крюгер (Норвегия) | Мартин Йонсруд Сундбю (Норвегия) | Ханс Кристер Холунн (Норвегия)   |
| 2022 Пекин см. подробнее                                             | Александр Большунов ОКР         | Денис Спицов ОКР                 | Йиво Нисканен Финляндия          |

### 10 км
Гонка проводилась на трёх Олимпиадах с 1992 по 1998 год и была предварительной, по результатам которой проводилась гонка преследования.
| Игры             | Золото                    | Серебро                      | Бронза                    |
| ---------------- | ------------------------- | ---------------------------- | ------------------------- |
| 1992 Альбервиль  | Вегард Ульванг (Норвегия) | Марко Альбарелло (Италия)    | Кристер Майбек (Швеция)   |
| 1994 Лиллехаммер | Бьёрн Дели (Норвегия)     | Владимир Смирнов (Казахстан) | Марко Альбарелло (Италия) |
| 1998 Нагано      | Бьёрн Дели (Норвегия)     | Маркус Гандлер (Австрия)     | Мика Мюллюля (Финляндия)  |

### Гонка преследования/дуатлон
| Игры                                                                                    | Золото                    | Серебро                      | Бронза                       |
| --------------------------------------------------------------------------------------- | ------------------------- | ---------------------------- | ---------------------------- |
| 10 км классическим стилем (интервальный старт) + 15 км свободным стилем (преследование) |                           |                              |                              |
| 1992 Альбервиль                                                                         | Бьёрн Дели (Норвегия)     | Вегард Ульванг (Норвегия)    | Джорджо Ванцетта (Италия)    |
| 1994 Лиллехаммер                                                                        | Бьёрн Дели (Норвегия)     | Владимир Смирнов (Казахстан) | Сильвио Фаунер (Италия)      |
| 1998 Нагано                                                                             | Томас Альсгорд (Норвегия) | Бьёрн Дели (Норвегия)        | Владимир Смирнов (Казахстан) |
| 10 км классическим стилем (интервальный старт) + 10 км свободным стилем (преследование) |                           |                              |                              |
| 2002 Солт-Лейк-Сити                                                                     | Томас Альсгорд (Норвегия) | Не присуждалась              | Пер Элофссон (Швеция)        |
| 2002 Солт-Лейк-Сити                                                                     | Фруде Эстиль (Норвегия)   | Не присуждалась              | Пер Элофссон (Швеция)        |

### Индивидуальный спринт
| Игры                                 | Золото                         | Серебро                       | Бронза                      |
| ------------------------------------ | ------------------------------ | ----------------------------- | --------------------------- |
| 2002 Солт-Лейк-Сити см. подробнее    | Тур Арне Хетланн (Норвегия)    | Петер Шликенридер (Германия)  | Кристиан Дзордзи (Италия)   |
| 2006 Турин см. подробнее             | Бьёрн Линд (Швеция)            | Родди Даррагон (Франция)      | Тобиас Фредрикссон (Швеция) |
| 2010 Ванкувер см. подробнее          | Никита Крюков (Россия)         | Александр Панжинский (Россия) | Петтер Нортуг (Норвегия)    |
| 2014 Сочи см. подробнее              | Ола Виген Хаттестад (Норвегия) | Теодор Петерсон (Швеция)      | Эмиль Йёнссон (Швеция)      |
| 2018 Пхёнчхан см. подробнее          | Йоханнес Хёсфлот Клебо (NOR)   | Федерико Пеллегрино (ITA)     | Александр Большунов (OAR)   |
| 2022 Пекин см. подробнее             | Йоханнес Хёсфлот Клебо (NOR)   | Федерико Пеллегрино (ITA)     | Александр Терентьев (ROC)   |
| 2026 Кортина-д’Ампеццо см. подробнее |                                |                               |                             |

### Командный спринт
| Игры                        | Золото                                                    | Серебро                                            | Бронза                                          |
| --------------------------- | --------------------------------------------------------- | -------------------------------------------------- | ----------------------------------------------- |
| 2006 Турин                  | Швеция · Тобиас Фредрикссон · Бьёрн Линд                  | Норвегия · Йенс Арне Свартедаль · Тур Арне Хетланн | Россия · Иван Алыпов · Василий Рочев            |
| 2010 Ванкувер см. подробнее | Норвегия · Эйстейн Петтерсен · Петтер Нортуг              | Германия · Тим Чарнке · Аксель Тайхман             | Россия · Николай Морилов · Алексей Петухов      |
| 2014 Сочи см. подробнее     | Финляндия · Ийво Нисканен · Сами Яухоярви                 | Россия · Максим Вылегжанин · Никита Крюков         | Швеция · Эмиль Йёнссон · Теодор Петерсон        |
| 2018 Пхёнчхан см. подробнее | Норвегия · Мартин Йонсруд Сундбю · Йоханнес Хёсфлот Клебо | ОСР · Денис Спицов · Александр Большунов           | Франция · Морис Манифика · Ришар Жув            |
| 2022 Пекин см. подробнее    | Норвегия · Эрик Валнес · Йоханнес Клебо                   | Финляндия · Йиво Нисканен · Йони Мяки              | ОКР · Александр Большунов · Александр Терентьев |

## Женщины

### 10 км
| Игры                        | Золото                                       | Серебро                                      | Бронза                                                 |
| --------------------------- | -------------------------------------------- | -------------------------------------------- | ------------------------------------------------------ |
| 1952 Осло                   | Лидия Видеман (Финляндия)                    | Мирья Хиетамиес (Финляндия)                  | Сийри Рантанен (Финляндия)                             |
| 1956 Кортина-д’Ампеццо      | Любовь Козырева (СССР)                       | Радья Ерошина (СССР)                         | Соня Эдстрём (Швеция)                                  |
| 1960 Скво-Вэлли             | Мария Гусакова (СССР)                        | Любовь Козырева (СССР)                       | Радья Ерошина (СССР)                                   |
| 1964 Инсбрук                | Клавдия Боярских (СССР)                      | Евдокия Мекшило (СССР)                       | Мария Гусакова (СССР)                                  |
| 1968 Гренобль               | Тойни Густафссон (Швеция)                    | Берит Ламмедаль (Норвегия)                   | Ингер Эуфлес (Норвегия)                                |
| 1972 Саппоро                | Галина Кулакова (СССР)                       | Алевтина Олюнина (СССР)                      | Марьятта Кайосмаа (Финляндия)                          |
| 1976 Инсбрук                | Раиса Сметанина (СССР)                       | Хелена Такало (Финляндия)                    | Галина Кулакова (СССР)                                 |
| 1980 Лейк-Плэсид            | Барбара Петцольд (ГДР)                       | Хилькка Рийхивуори (Финляндия)               | Хелена Такало (Финляндия)                              |
| 1984 Сараево                | Марья-Лийса Хямяляйнен (Финляндия)           | Раиса Сметанина (СССР)                       | Бритт Петтерсен (Норвегия)                             |
| 1988 Калгари                | Вида Венцене (СССР)                          | Раиса Сметанина (СССР)                       | Марьо Матикайнен (Финляндия)                           |
| 1992—1998                   | Гонка не включалась в программу соревнований | Гонка не включалась в программу соревнований | Гонка не включалась в программу соревнований           |
| 2002 Солт-Лейк-Сити         | Бенте Скари (Норвегия)                       | Юлия Чепалова (Россия)                       | Стефания Бельмондо (Италия)                            |
| 2006 Турин                  | Кристина Шмигун (Эстония)                    | Марит Бьёрген (Норвегия)                     | Хильде Педерсен (Норвегия)                             |
| 2010 Ванкувер см. подробнее | Шарлотт Калла (Швеция)                       | Кристина Шмигун-Вяхи (Эстония)               | Марит Бьёрген (Норвегия)                               |
| 2014 Сочи см. подробнее     | Юстина Ковальчик (Польша)                    | Шарлотт Калла (Швеция)                       | Тереза Йохауг (Норвегия)                               |
| 2018 Пхёнчхан см. подробнее | Рагниль Хага (Норвегия)                      | Шарлотт Калла (Швеция)                       | Марит Бьёрген (Норвегия) Криста Пярмякоски (Финляндия) |

### Эстафета
| Игры                        | Золото                                                                           | Серебро                                                                                | Бронза                                                                                       |
| --------------------------- | -------------------------------------------------------------------------------- | -------------------------------------------------------------------------------------- | -------------------------------------------------------------------------------------------- |
| Эстафета 3x5 км             |                                                                                  |                                                                                        |                                                                                              |
| 1956 Кортина-д’Ампеццо      | Финляндия · Сиркка Полкунен · Мирья Хиетамиес · Сийри Рантанен                   | СССР · Любовь Козырева · Алевтина Колчина · Радья Ерошина                              | Швеция · Ирма Юханссон · Анна-Лиса Эрикссон · Соня Эдстрём                                   |
| 1960 Скво-Вэлли             | Швеция · Ирма Юханссон · Бритт Страндберг · Соня Рутстрём-Эдстрём                | СССР · Радья Ерошина · Мария Гусакова · Любовь Козырева                                | Финляндия · Сийри Рантанен · Ээва Руоппа · Тойни Пёюсти                                      |
| 1964 Инсбрук                | СССР · Алевтина Колчина · Евдокия Мекшило · Клавдия Боярских                     | Швеция · Барбро Мартинссон · Бритт Страндберг · Тойни Густафссон                       | Финляндия · Сенья Пусула · Тойни Пёюсти · Мирья Лехтонен                                     |
| 1968 Гренобль               | Норвегия · Ингер Эуфлес · Баббен Энгер-Дэймон · Берит Ламмедаль                  | Швеция · Бритт Страндберг · Тойни Густафссон · Барбро Мартинссон                       | СССР · Алевтина Колчина · Рита Ачкина · Галина Кулакова                                      |
| 1972 Саппоро                | СССР · Любовь Мухачёва · Алевтина Олюнина · Галина Кулакова                      | Финляндия · Хелена Такало · Хилькка Рийхивуори · Марьятта Кайосмаа                     | Норвегия · Ингер Эуфлес · Аслёуг Даль · Берит Мёрдре                                         |
| Эстафета 4x5 км             |                                                                                  |                                                                                        |                                                                                              |
| 1976 Инсбрук                | СССР · Нина Фёдорова · Зинаида Амосова · Раиса Сметанина · Галина Кулакова       | Финляндия · Лийса Суйхконен · Марьятта Кайосмаа · Хилькка Рийхивуори · Хелена Такало   | ГДР · Моника Дебертсхеузер · Сигрун Краузе · Барбара Петцольд · Вероника Хессе               |
| 1980 Лейк-Плэсид            | ГДР · Марлис Росток · Карола Андинг · Вероника Шмидт · Барбара Петцольд          | СССР · Нина Фёдорова · Нина Рочева · Галина Кулакова · Раиса Сметанина                 | Норвегия · Бритт Петтерсен · Анетте Бёе · Марит Мюрмель · Берит Эунли                        |
| 1984 Сараево                | Норвегия · Ингер Хелене Нюбротен · Анне Ярен · Бритт Петтерсен · Берит Эунли     | Чехословакия · Дагмар Швубова · Бланка Паулу · Габриэла Свободова · Квета Ериова       | Финляндия · Пиркко Мяяття · Эйя Хюютияйнен · Марьо Матикайнен · Марья-Лийса Хямяляйнен       |
| 1988 Калгари                | СССР · Светлана Нагейкина · Нина Гаврылюк · Тамара Тихонова · Анфиса Резцова     | Норвегия · Труде Дюбендаль · Марит Вольд · Анне Ярен · Марианне Дальмо                 | Финляндия · Пиркко Мяяття · Марья-Лийса Хямяляйнен · Марьо Матикайнен · Яана Саволайнен      |
| 1992 Альбервиль             | Объединённая команда Елена Вяльбе Раиса Сметанина Лариса Лазутина Любовь Егорова | Норвегия · Сульвайг Педерсен · Ингер Хелене Нюбротен · Труде Дюбендаль · Элин Нильсен  | Италия · Биче Ванцетта · Мануэла Ди Чента · Габриэлла Паруцци · Стефания Бельмондо           |
| 1994 Лиллехаммер            | Россия · Елена Вяльбе · Лариса Лазутина · Нина Гаврылюк · Любовь Егорова         | Норвегия · Труде Дюбендаль · Ингер Хелене Нюбротен · Элин Нильсен · Анита Моэн         | Италия · Биче Ванцетта · Мануэла Ди Чента · Габриэлла Паруцци · Стефания Бельмондо           |
| 1998 Нагано                 | Россия · Нина Гаврылюк · Ольга Данилова · Елена Вяльбе · Лариса Лазутина         | Норвегия · Бенте Мартинсен · Марит Миккельспласс · Элин Нильсен · Анита Моэн-Гуидон    | Италия · Карин Мородер · Габриэлла Паруцци · Мануэла Ди Чента · Стефания Бельмондо           |
| 2002 Солт-Лейк-Сити         | Германия · Мануэла Хенкель · Виола Бауэр · Клаудия Кюнцель · Эви Захенбахер      | Норвегия · Марит Бьёрген · Бенте Скари · Хильде Педерсен · Анита Моэн                  | Швейцария · Андреа Хубер · Лоренс Роша · Бригитте Альбрехт-Лоретан · Наташа Леонарди-Кортези |
| 2006 Турин                  | Россия · Наталья Баранова · Лариса Куркина · Юлия Чепалова · Евгения Медведева   | Германия · Штефани Бёлер · Виола Бауэр · Эви Захенбахер · Клаудия Кюнцель              | Италия · Арианна Фоллис · Габриэлла Паруцци · Антонелла Конфортола · Сабина Вальбуза         |
| 2010 Ванкувер см. подробнее | Норвегия · Вибеке Скофтеруд · Тереза Йохауг · Кристин Стейра · Марит Бьёрген     | Германия · Катрин Целлер · Эви Захенбахер · Мириам Гёсснер · Клаудия Нюстад            | Финляндия · Пирьё Муранен · Вирпи Куйтунен · Рийта-Лийса Ропонен · Айно-Кайса Сааринен       |
| 2014 Сочи см. подробнее     | Швеция · Анна Хог · Ида Ингемарсдоттер · Шарлотт Калла · Эмма Викен              | Финляндия · Анне Кюллёнен · Криста Ляхтеэнмяки · Кертту Нисканен · Айно-Кайса Сааринен | Германия · Штефани Бёлер · Николь Фессель · Дениз Херрман · Клаудия Нюстад                   |
| 2018 Пхёнчхан см. подробнее | Норвегия · Ингвильд Эстберг · Астрид Якобсен · Рагниль Хага · Марит Бьёрген      | Швеция · Анна Хог · Шарлотт Калла · Эбба Андерссон · Стина Нильссон                    | ОСР · Наталья Непряева · Юлия Белорукова · Анастасия Седова · Анна Нечаевская                |
| 2022 Пекин см. подробнее    | ОКР · Юлия Ступак · Наталья Непряева · Татьяна Сорина · Вероника Степанова       | Германия · Катерина Зауэрбрай · Катарина Хенниг · Виктория Карл · Софи Крель           | Швеция · Мая Дальквист · Эбба Андерссон · Фрида Карлссон · Йонна Сундлинг                    |

### 5 км
Гонка на 5 км с интервальным стартом была исключена из программы соревнований после Олимпиады 1998 года.
| Игры             | Золото                             | Серебро                               | Бронза                              |
| ---------------- | ---------------------------------- | ------------------------------------- | ----------------------------------- |
| 1964 Инсбрук     | Клавдия Боярских (СССР)            | Мирья Лехтонен (Финляндия)            | Алевтина Колчина (СССР)             |
| 1968 Гренобль    | Тойни Густафссон (Швеция)          | Галина Кулакова (СССР)                | Алевтина Колчина (СССР)             |
| 1972 Саппоро     | Галина Кулакова (СССР)             | Марьятта Кайосмаа (Финляндия)         | Хелена Шиколова (Чехословакия)      |
| 1976 Инсбрук     | Хелена Такало (Финляндия)          | Раиса Сметанина (СССР)                | Нина Фёдорова (СССР)                |
| 1980 Лейк-Плэсид | Раиса Сметанина (СССР)             | Хилькка Рийхивуори (Финляндия)        | Квета Ериова (Чехословакия)         |
| 1984 Сараево     | Марья-Лийса Хямяляйнен (Финляндия) | Берит Эунли (Норвегия)                | Квета Ериова (Чехословакия)         |
| 1988 Калгари     | Марьо Матикайнен (Финляндия)       | Тамара Тихонова (СССР)                | Вида Венцене (СССР)                 |
| 1992 Альбервиль  | Марьют Луккаринен (Финляндия)      | Любовь Егорова (Объединённая команда) | Елена Вяльбе (Объединённая команда) |
| 1994 Лиллехаммер | Любовь Егорова (Россия)            | Мануэла Ди Чента (Италия)             | Марья-Лийса Кирвесниеми (Финляндия) |
| 1998 Нагано      | Лариса Лазутина (Россия)           | Катержина Нойманова (Чехия)           | Бенте Мартинсен (Норвегия)          |

### 20 и 30 км
| Игры                        | Золото                             | Серебро                               | Бронза                              |
| --------------------------- | ---------------------------------- | ------------------------------------- | ----------------------------------- |
| 20 км                       |                                    |                                       |                                     |
| 1984 Сараево                | Марья-Лийса Хямяляйнен (Финляндия) | Раиса Сметанина (СССР)                | Анне Ярен (Норвегия)                |
| 1988 Калгари                | Тамара Тихонова (СССР)             | Анфиса Резцова (СССР)                 | Раиса Сметанина (СССР)              |
| 30 км                       |                                    |                                       |                                     |
| 1992 Альбервиль             | Стефания Бельмондо (Италия)        | Любовь Егорова (Объединённая команда) | Елена Вяльбе (Объединённая команда) |
| 1994 Лиллехаммер            | Мануэла Ди Чента (Италия)          | Марит Вольд (Норвегия)                | Марья-Лийса Кирвесниеми (Финляндия) |
| 1998 Нагано                 | Юлия Чепалова (Россия)             | Стефания Бельмондо (Италия)           | Лариса Лазутина (Россия)            |
| 2002 Солт-Лейк-Сити         | Габриэлла Паруцци (Италия)         | Стефания Бельмондо (Италия)           | Бенте Скари (Норвегия)              |
| 2006 Турин                  | Катержина Нойманова (Чехия)        | Юлия Чепалова (Россия)                | Юстина Ковальчик (Польша)           |
| 2010 Ванкувер см. подробнее | Юстина Ковальчик (Польша)          | Марит Бьёрген (Норвегия)              | Айно-Кайса Сааринен (Финляндия)     |
| 2014 Сочи см. подробнее     | Марит Бьёрген (Норвегия)           | Тереза Йохауг (Норвегия)              | Кристин Стёрмер Стейра (Норвегия)   |
| 2018 Пхёнчхан см. подробнее | Марит Бьёрген (Норвегия)           | Криста Пярмякоски (Финляндия)         | Стина Нильссон (Швеция)             |

### 15 км
Гонка входила в программу соревнований с 1992 по 2002 год, а в 2006 году была заменена 15-километровым скиатлоном.
| Игры                | Золото                                | Серебро                       | Бронза                              |
| ------------------- | ------------------------------------- | ----------------------------- | ----------------------------------- |
| 1992 Альбервиль     | Любовь Егорова (Объединённая команда) | Марьют Луккаринен (Финляндия) | Елена Вяльбе (Объединённая команда) |
| 1994 Лиллехаммер    | Мануэла Ди Чента (Италия)             | Любовь Егорова (Россия)       | Нина Гаврылюк (Россия)              |
| 1998 Нагано         | Ольга Данилова (Россия)               | Лариса Лазутина (Россия)      | Анита Моэн-Гуидон (Норвегия)        |
| 2002 Солт-Лейк-Сити | Стефания Бельмондо (Италия)           | Катержина Нойманова (Чехия)   | Юлия Чепалова (Россия)              |

### Гонка преследования/дуатлон
| Игры                                                                                   | Золото                                | Серебро                     | Бронза                              |
| -------------------------------------------------------------------------------------- | ------------------------------------- | --------------------------- | ----------------------------------- |
| 5 км классическим стилем (интервальный старт) + 10 км свободным стилем (преследование) |                                       |                             |                                     |
| 1992 Альбервиль                                                                        | Любовь Егорова (Объединённая команда) | Стефания Бельмондо (Италия) | Елена Вяльбе (Объединённая команда) |
| 1994 Лиллехаммер                                                                       | Любовь Егорова (Россия)               | Мануэла Ди Чента (Италия)   | Стефания Бельмондо (Италия)         |
| 1998 Нагано                                                                            | Лариса Лазутина (Россия)              | Ольга Данилова (Россия)     | Катержина Нойманова (Чехия)         |
| 5 км классическим стилем (интервальный старт) + 5 км свободным стилем (преследование)  |                                       |                             |                                     |
| 2002 Солт-Лейк-Сити                                                                    | Бекки Скотт (Канада)                  | Катержина Нойманова (Чехия) | Виола Бауэр (Германия)              |
| 7,5 км классическим стилем (масс-старт), затем 7,5 км свободным стилем                 |                                       |                             |                                     |
| 2006 Турин                                                                             | Кристина Шмигун (Эстония)             | Катержина Нойманова (Чехия) | Евгения Медведева (Россия)          |
| 2010 Ванкувер см. подробнее                                                            | Марит Бьёрген (Норвегия)              | Анна Хог (Швеция)           | Юстина Ковальчик (Польша)           |
| 2014 Сочи см. подробнее                                                                | Марит Бьёрген (Норвегия)              | Шарлотт Калла (Швеция)      | Хейди Венг (Норвегия)               |
| 2018 Пхёнчхан см. подробнее                                                            | Шарлотт Калла (Швеция)                | Марит Бьёрген (Норвегия)    | Криста Пярмякоски (Финляндия)       |

### Индивидуальный спринт
| Игры                              | Золото                       | Серебро                      | Бронза                  |
| --------------------------------- | ---------------------------- | ---------------------------- | ----------------------- |
| 2002 Солт-Лейк-Сити см. подробнее | Юлия Чепалова (Россия)       | Эви Захенбахер (Германия)    | Анита Моэн (Норвегия)   |
| 2006 Турин см. подробнее          | Чандра Кроуфорд (Канада)     | Клаудия Кюнцель (Германия)   | Алёна Сидько (Россия)   |
| 2010 Ванкувер см. подробнее       | Марит Бьёрген (Норвегия)     | Юстина Ковальчик (Польша)    | Петра Майдич (Словения) |
| 2014 Сочи см. подробнее           | Майкен Касперсен Фалла (NOR) | Ингвильд Эстберг (Норвегия)  | Весна Фабьян (Словения) |
| 2018 Пхёнчхан см. подробнее       | Стина Нильссон (SWE)         | Майкен Касперсен Фалла (NOR) | Юлия Белорукова (OAR)   |
| 2022 Пекин см. подробнее          | Йонна Сундлинг (SWE)         | Мая Дальквист (SWE)          | Джессика Диггинс (USA)  |

### Командный спринт
| Игры                        | Золото                                      | Серебро                                           | Бронза                                            |
| --------------------------- | ------------------------------------------- | ------------------------------------------------- | ------------------------------------------------- |
| 2006 Турин                  | Швеция · Лина Андерссон · Анна Дальберг     | Канада · Сара Реннер · Бекки Скотт                | Финляндия · Айно-Кайса Сааринен · Вирпи Куйтунен  |
| 2010 Ванкувер см. подробнее | Германия · Эви Захенбахер · Клаудия Нюстад  | Швеция · Шарлотт Калла · Анна Хог                 | Россия · Ирина Хазова · Наталья Коростелёва       |
| 2014 Сочи см. подробнее     | Норвегия · Ингвильд Эстберг · Марит Бьёрген | Финляндия · Айно-Кайса Сааринен · Керрту Нисканен | Швеция · Ида Ингемарсдоттер · Стина Нильссон      |
| 2018 Пхёнчхан см. подробнее | США · Киккан Рэндалл · Джессика Диггинс     | Швеция · Шарлотт Калла · Стина Нильссон           | Норвегия · Марит Бьёрген · Майкен Касперсен Фалла |

## Наибольшее количество медалей
| № п/п | Спортсмен               | Страна    | Годы      | Золото | Серебро | Бронза | Всего |
| ----- | ----------------------- | --------- | --------- | ------ | ------- | ------ | ----- |
| 1     | Марит Бьёрген           | Норвегия  | 2002—2018 | 8      | 4       | 3      | 15    |
| 2     | Бьёрн Дели              | Норвегия  | 1992—1998 | 8      | 4       | 0      | 12    |
| 3     | Любовь Егорова          | Россия    | 1992—1994 | 6      | 3       | 0      | 9     |
| 4     | Лариса Лазутина         | Россия    | 1992—1998 | 5      | 1       | 1      | 7     |
| 4     | Йоханнес Клебо          | Норвегия  | 2018—     | 5      | 1       | 1      | 7     |
| 6     | Томас Альсгорд          | Норвегия  | 1994—2002 | 5      | 1       | 0      | 6     |
| 7     | Раиса Сметанина         | СССР      | 1976—1992 | 4      | 5       | 1      | 10    |
| 8     | Сикстен Ернберг         | Швеция    | 1956—1964 | 4      | 3       | 2      | 9     |
| 9     | Галина Кулакова         | СССР      | 1968—1980 | 4      | 2       | 2      | 8     |
| 10    | Гунде Сван              | Швеция    | 1984—1988 | 4      | 1       | 1      | 6     |
| 10    | Тереза Йохауг           | Норвегия  | 2010—2022 | 4      | 1       | 1      | 6     |
| 12    | Николай Зимятов         | СССР      | 1980—1984 | 4      | 1       | 0      | 5     |
| 13    | Томас Вассберг          | Швеция    | 1980—1988 | 4      | 0       | 0      | 4     |
| 13    | Дарио Колонья           | Швейцария | 2010—2018 | 4      | 0       | 0      | 4     |
| 15    | Шарлотт Калла           | Швеция    | 2010—2018 | 3      | 6       | 0      | 9     |
| 16    | Александр Большунов     | Россия    | 2018—     | 3      | 4       | 2      | 9     |
| 17    | Вейкко Хакулинен        | Финляндия | 1952—1960 | 3      | 3       | 1      | 7     |
| 18    | Ээро Мянтюранта         | Финляндия | 1960—1968 | 3      | 2       | 2      | 7     |
| 19    | Вегард Ульванг          | Норвегия  | 1988—1994 | 3      | 2       | 1      | 6     |
| 20    | Юлия Чепалова           | Россия    | 1998—2006 | 3      | 2       | 1      | 6     |
| 21    | Йиво Нисканен           | Финляндия | 2014—2022 | 3      | 1       | 1      | 5     |
| 22    | Маркус Хельнер          | Швеция    | 2010—2014 | 3      | 1       | 0      | 4     |
| 23    | Елена Вяльбе            | Россия    | 1992—1998 | 3      | 0       | 4      | 7     |
| 24    | Марья-Лийса Кирвесниеми | Финляндия | 1984—1994 | 3      | 0       | 4      | 7     |
| 25    | Нина Гаврылюк           | Россия    | 1988—1998 | 3      | 0       | 1      | 4     |
| 26    | Клавдия Боярских        | СССР      | 1964      | 3      | 0       | 0      | 3     |